# Louis Charles Antoine de Beaufranchet
Pour les articles homonymes, voir Beaufranchet.
Louis Charles Antoine Pelet de Beaufranchet, comte de Beaufranchet d'Ayat, seigneur d'Ayat, de Beaumont, de Saint-Hilaire, etc. né au château d'Ayat à Ayat-sur-Sioule le 22 novembre 1757, mort à Ayat-sur-Sioule le 2 juillet 1812, est un général et homme politique français de la Révolution et de l'Empire. 
Il est le fils posthume de Jacques de Beaufranchet et de Marie Louise Morfy de Boisfailly. 

## Biographie
Il sert d'abord comme aspirant au corps royal du génie, est ensuite page du roi et successivement sous-lieutenant et capitaine au régiment de Berry cavalerie. Colonel du 2e régiment de carabiniers, il est blessé en 1792, au camp de Famars, et assiste à la bataille de Valmy sous les ordres du général Kellermann. Promu au grade de maréchal de camp le 1er septembre 1792, il est chef d'état-major général du camp retranché, sous les murs de Paris, commandé par le général Berruyer. Il assiste en 1793, à l'exécution de Louis XVI.
Il fait la campagne de Vendée. Les troupes républicaines lui doivent leur salut à la première bataille de Fontenay-le-Comte. À la seconde, elles sont au contraire mises en déroute, malgré la résistance des chasseurs de la Gironde, des volontaires de l'Hérault et de Toulouse, et les efforts de sept représentants du peuple qui excitent le courage des soldats. Beaufranchet contribue, avec le général Nouvion et quelques gendarmes, à arrêter dans cette journée la poursuite de l'ennemi. 
Le 18 brumaire an VII (8 novembre 1798), il est nommé membre du conseil d'administration des hôpitaux militaires puis devient inspecteur général des Haras en 1806. Dans l'intervalle, le 9 thermidor an XI (28 juillet 1803), il a été nommé par le Sénat conservateur député du Puy-de-Dôme au Corps législatif du 27 juillet 1803 au 2 juillet 1812.  
Il est le cousin et parrain du général Desaix, né à Saint-Hilaire-d'Ayat.

## Naissance et descendance
Plusieurs auteurs ont fait de lui un fils illégitime de Louis XV, affirmation improbable car sa mère et le roi étaient au moment de sa naissance séparés depuis deux ans. Une enfant est bien née des amours de Louis XV et de sa maîtresse Marie-Louise O'Murphy, une fille, née le 20 juin 1754 à Paris, prénommée Agathe Louise de Saint André (morte à l'âge de 20 ans).
Depuis le 27 novembre 1755 la belle Morphyse est mariée à Jacques de Beaufranchet et réside à Ayat-sur-Sioule, en Auvergne, où naissent deux enfants :
- Louise Charlotte de Beaufranchet d'Ayat, née onze mois plus tard le 30 octobre 1756,
- Louis Charles Antoine de Beaufranchet d'Ayat qui naît deux ans plus tard le 22 novembre 1757.

il épouse en premières noces Anne Marie Elisabeth Guyot de Montgrand, dont il divorce pendant la Révolution. 
Le 5 frimaire an IV, Louis Charles Antoine de Beaufranchet se remarie à Soisy sous Étiolles avec Charlotte Joséphine Kempfen, veuve de Georges Ernest de Sayn-Wittgenstein, décédé en septembre 1792. Elle est née à Strasbourg le 15 juillet 1755 de Jean-Baptiste Kempfen et Anne Marie Françoise Bruno. 
De son premier mariage est issue une fille :
- Anne Pauline Victoire Laure de Beaufranchet d'Ayat, morte à Clermont-Ferrand le 13 décembre 1860, mariée avec le baron Denis Terreyre, maréchal de camp, commandeur de la Légion d'honneur, né à Clermont le 4 octobre 1756, mort à Clermont le 14 février 1823[2].

## Pour approfondir